# Banshenchas
An Banshenchas (littéralement « l'histoire des femmes ») est un texte médiéval  qui rassemble de brèves descriptions des femmes le plus remarquables des légendes ou de l'histoire de l'Irlande dans un mode narratif poétique.
Contrairement à de nombreux textes de l’ancienne littérature irlandaise, An Banshenchas peut être attribué à un auteur spécifique  et être daté. L’introduction du poème précise que Gilla Mo Dutu Úa Caiside, d'Ard Brecáin en Meath, l'a composé en  1147.

## Manuscrits
On trouve des copies d' An Banshenchas dans le  Livre de Leinster, Leabhar Ua Maine, et le  Grand Livre de Lecan. Comme les poèmes   dinsenchas (Histoire des lieux), les poèmes du  banshenchas sont accompagnés d'un commentaire en prose probablement composé à une époque plus tardive.